# Majorité sexuelle en France
Pour un article plus général, voir Majorité sexuelle.
La majorité sexuelle en France est l’âge à partir duquel un mineur peut entretenir un rapport sexuel avec un majeur sans que ce dernier commette une infraction pénalement réprimée. Le terme étant inexistant dans le Code pénal, la majorité sexuelle est déduite de l’article 227-25 réprimant l’atteinte sexuelle sur mineur qui la fixe par principe à 15 ans pour les relations hétérosexuelles et homosexuelles. Elle était auparavant déduite, entre 1832 et 1994, dans l’ancien Code pénal, de l’article 331, réprimant l’attentat à la pudeur.
Un commentaire d’une décision du Conseil constitutionnel en a donné en 2012 la définition suivante :

« majorité sexuelle définie comme l’âge à partir duquel un mineur peut valablement consentir à des relations sexuelles (avec ou sans pénétration) avec une personne majeure à condition que cette dernière ne soit pas en position d’autorité à l’égard du mineur »

— Conseil constitutionnel 2012
L’âge définissant ce seuil a varié depuis sa création en 1832. Entre 1942 et 1982, il a par ailleurs différé selon que le rapport était hétérosexuel ou homosexuel. En 1997 (arrêt Sutherland c. Royaume-Uni), la Cour européenne des droits de l'homme a jugé qu’une telle distinction constituait une discrimination.

## Majorité sexuelle en droit français

### Majorité sexuelle et consentement
L’absence de consentement donné à la relation sexuelle constitue l’élément déterminant qui va qualifier les infractions sexuelles. Celles-ci sont incluses aux articles 222 et suivants du Code pénal de 1994. L’atteinte sexuelle sur mineur constitue un délit réprimé à l’article 227-25 du Code pénal (en droit, « mineur de quinze ans » signifie « individu de moins de quinze ans »), modifié par la loi du 17 juin 1998 et celle du 3 août 2018 :
« Hors le cas de viol ou de toute autre agression sexuelle, le fait, par un majeur, d’exercer une atteinte sexuelle sur un mineur de quinze ans est puni de sept ans d’emprisonnement et de 100 000 euros d’amende. »
— Article 227-25 du Code pénal
De même, l’article 227-22-1 du Code pénal punit la séduction d’un mineur de quinze ans par Internet :
« Le fait pour un majeur de faire des propositions sexuelles à un mineur de quinze ans ou à une personne se présentant comme telle en utilisant un moyen de communication électronique est puni de deux ans d’emprisonnement et de 30 000 euros d’amende.

Ces peines sont portées à cinq ans d’emprisonnement et 75 000 euros d’amende lorsque les propositions ont été suivies d’une rencontre. »
— Article 227-22-1 du Code pénal
Ainsi, un mineur peut avoir des relations sexuelles avec un majeur, sans que ce dernier commette une infraction pénalement réprimée (le mineur, en tant que victime, n’étant pas inquiété), à partir du jour de ses quinze ans, à condition que le majeur n’ait pas de relation d’ascendance sur ledit mineur.
En revanche, toute atteinte sexuelle, quel que soit l’âge de la victime, commise avec violence, contrainte ou surprise constitue une agression sexuelle (selon la définition du Code pénal, s’il n’y a pas eu pénétration sexuelle) ou un viol (selon la définition du Code pénal, pour être caractérisée comme un viol, il faut qu’il y ait eu pénétration sexuelle). Elle est plus sévèrement punie lorsqu’elle est exercée sur une personne en état de « particulière vulnérabilité due à son âge ».
La jurisprudence française emploie le motif de « surprise », pour faire valoir qu’un enfant ne connaissant pas la sexualité adulte ne peut consentir à la relation, et est donc nécessairement « surpris » au sens du texte, même lorsque les apparences laissent penser l’inverse. Selon Michèle-Laure Rassat, la jurisprudence comprend la notion de surprise comme s’appliquant « lorsque la victime est en raison de son âge, de son état physique ou mental dans l’incapacité de consentir ». Toutefois, il arrive que la surprise ne soit pas retenue dans le cas de victimes adolescentes de 12 ou 13 ans (la présence de surprise ou son absence constituant alors la différence entre l’atteinte sexuelle sur mineur, sans surprise, et l’agression sexuelle sur mineur, avec surprise). Myriam Lagraula-Fabre donne même un exemple d’arrêt de la Cour de cassation ne retenant pas la surprise pour des enfants de dix à douze ans dans le cas d’une situation répétée (ce qui signifie que la qualification d’agression sexuelle ne fut pas appliquée — étant jugée aussi dépourvue des autres éléments constitutifs : violence, contrainte ou menace — mais seulement celle, moins lourdement condamnée, d’atteinte sexuelle sur mineur).
Par la loi du 8 février 2010, un article 222-22-1 a été ajouté au Code pénal, donnant une définition de la « contrainte » dans le cas d’agression sexuelle et visant notamment la différence d’âge dans le cas d’une victime mineure :
« La contrainte prévue par le premier alinéa de l’article 222-22 peut être physique ou morale. La contrainte morale peut résulter de la différence d’âge existant entre une victime mineure et l’auteur des faits et de l’autorité de droit ou de fait que celui-ci exerce sur cette victime. »
— Article 222-22-1 du Code pénal
La loi du 3 août 2018 a de nouveau modifié l’article 222-22-1 du Code pénal pour préciser les significations de « contrainte morale » et de « surprise » :
« Lorsque les faits sont commis sur la personne d’un mineur, la contrainte morale mentionnée au premier alinéa du présent article ou la surprise mentionnée au premier alinéa de l’article 222-22 peuvent résulter de la différence d’âge existant entre la victime et l’auteur des faits et de l’autorité de droit ou de fait que celui-ci exerce sur la victime, cette autorité de fait pouvant être caractérisée par une différence d’âge significative entre la victime mineure et l’auteur majeur.

Lorsque les faits sont commis sur la personne d’un mineur de quinze ans, la contrainte morale ou la surprise sont caractérisées par l’abus de la vulnérabilité de la victime ne disposant pas du discernement nécessaire pour ces actes. »
— Article 222-22-1 du Code pénal

### Présomption d’absence de consentement
Dans le cas d’un mineur de quinze ans, en l’absence de violence, menace, contrainte ou surprise (mais voir les deux paragraphes ci-avant pour l’usage assez large par la jurisprudence et la loi des notions de « surprise » et de contrainte), la qualification d’agression sexuelle (ou de viol s’il y a pénétration) est écartée, seule celle d’atteinte sexuelle peut être retenue.
Le 5 octobre 2016, le Haut Conseil à l’égalité entre les femmes et les hommes (HCE) recommande d’instaurer une présomption de non consentement de tout enfant de moins de treize ans pour une relation sexuelle avec un majeur, s’inspirant de plusieurs pays où une telle présomption d’absence de consentement est fixée entre 12 et 15 ans.
Le 3 octobre 2017, la députée Bérengère Poletti dépose une proposition de loi visant à créer une présomption irréfragable de viol en cas de pénétration sexuelle sur un mineur de quatorze ans, ou de moins de seize ans lorsque l’adulte entretient avec lui une relation d’autorité.
Peu après, s’appuyant sur l’avis du HCE, Marlène Schiappa, secrétaire d’État chargée de l’Égalité entre les femmes et les hommes, annonce un projet de loi visant à fixer l’âge minimal en dessous duquel la contrainte est implicite, nommée présomption de non-consentement,.
Le 25 novembre 2017, le président de la République Emmanuel Macron confirme que ce projet sera débattu à l’Assemblée nationale début 2018 et plaide pour fixer cet âge à quinze ans, pour l’aligner sur celui de la majorité sexuelle, bien qu’il s’agisse de deux notions bien distinctes.
D’autres associations, comme le Planning familial, proposent plutôt un renversement de la charge de la preuve.
La loi du 3 août 2018 « renforçant la lutte contre les violences sexuelles et sexistes » ne retient pas ces propositions, ce qui est dénoncé par de nombreuses associations.
La loi du 21 avril 2021 « visant à protéger les mineurs des crimes et délits sexuels et de l’inceste » fixe un âge de 15 ans en dessous duquel la relation avec un majeur constitue un viol, à partir du moment où la différence d’âge dépasse 5 ans. Cet âge passe à 18 ans en cas d’inceste,.

### Limites à la majorité sexuelle
Le consentement sexuel peut donc être valablement donné à 15 ans pour un rapport avec un adulte de n’importe quel âge. Plusieurs limites à la notion de majorité sexuelle sont par ailleurs affirmées :
- la corruption de mineur : l’article 227-22[25] du Code pénal réprime la corruption de mineur « lorsqu’un majeur s’efforce de profiter de la jeunesse et de l’inexpérience de sa victime pour l’initier à un vice »[26]. Concrètement, il s’agit d’une infraction plutôt large couvrant des situations diverses[27]. Il ne peut pas s’agir d’une simple sollicitation sexuelle ou « drague » mais il peut être question de « propos lubriques » répétés, d’actes sexuels en présence de mineurs, d’incitation à la prostitution, de diffusion à des mineurs d’images ou de films pornographiques. La corruption de mineurs est réprimée même si le mineur était consentant[28]. La corruption de mineur est dite aggravée lorsqu’elle a lieu grâce à un moyen de communication électronique, ou au sein d’établissement d’enseignement.

Le même article 227-22 réprime le fait pour un majeur d’organiser, de faire assister ou de faire participer un mineur âgé de plus de 15 ans à des réunions comportant des exhibitions ou des relations sexuelles, même si le mineur était consentant.
- la pornographie : la représentation visuelle ou littéraire de relations sexuelles impliquant des mineurs (pornographie infantile) est restreinte en France. L’enregistrement ou la diffusion d’images « ayant un caractère pornographique » est interdite si l’acteur n’a pas 18 ans révolus[29]. Un site gouvernemental permet le signalement en ligne de ces images[30].
- la prostitution : si la prostitution, c’est-à-dire le fait d’avoir une relation sexuelle en échange d’une rémunération ou d’une promesse de rémunération, est légale en France, elle est interdite dans le cas des mineurs de dix-huit ans. Le proxénète[31] et le client du mineur[32] encourent des peines d’emprisonnement et d’amende, qu’ils soient eux-mêmes mineurs ou non. Le client peut chercher à s’exonérer de sa responsabilité en prouvant qu’il ne pouvait raisonnablement pas savoir que le prostitué était mineur. Le proxénétisme étant interdit, qu’il s’agisse de prostitué majeur ou mineur, le proxénète sera condamnable, quel que soit l’âge du prostitué. L’infraction de proxénétisme est néanmoins aggravée par l’âge du prostitué : majeur[31], mineur de dix-huit ans[33], mineur de quinze ans[34]. Le mineur ne peut être poursuivi mais le juge des enfants — voire le procureur de la République en cas d’urgence — peut contraindre le mineur à subir des mesures de protection (placement du mineur chez un membre de sa famille, dans un foyer ou dans un centre spécialisé). Cette infraction peut faire l’objet d’un signalement aux autorités par un particulier ou une institution. Le signalement devient obligatoire en cas de victime mineure de quinze ans[Note 1],[35],[36].

Par ailleurs, la notion même d’un droit à la sexualité pour les mineurs a pu être combattue. Plus spécifiquement, deux auteurs, Marcela Iacub et Patrice Maniglier, ont pu déplorer qu’il n’y a pas en France de droit positif à la sexualité (« on dit qu’on jouit de la liberté de s’exprimer, non pas seulement lorsqu’on a le droit de se taire (droit négatif), mais aussi lorsqu’on a celui de parler en public ou de publier ce que l’on souhaite (droit positif) » ; « Imaginez que le droit de propriété ne soit protégé que par sa législation qui réprime les voleurs… C’est pourtant ainsi qu’en France on protège la liberté sexuelle »), soulignant encore que, pour les jeunes entre quinze et dix-huit ans, « le fait, pour leurs parents, de les empêcher d’entretenir des rapports sexuels avec des gens de leur âge ou d’autres plus âgés ne constitue en rien une forme de maltraitance particulière qui serait prévue par la loi ».
Du côté du mineur, la doctrine et la jurisprudence font découler de l’autorité parentale le droit pour les parents de contrôler les fréquentations de leur enfant, de les autoriser ou de les interdire,, lui interdire de résider hors du domicile familial.
A contrario, le droit des mineurs à l’IVG et la contraception, hormis la stérilisation, n’est pas soumis à une limite d’âge. La reconnaissance et l’action en recherche de paternité n’y sont pas non plus soumises.

### Adultes ayant autorité sur le mineur
L’âge limite est relevé à la majorité civile (soit aujourd’hui de 15 à 18 ans) dans le cas de relations entre un mineur et un ascendant ou toute personne ayant autorité par nature ou par sa fonction. Cette disposition, originellement restreinte aux seuls ascendants, fut étendue à toute « personne ayant autorité » sur le mineur par la loi du 23 décembre 1980 (création de l’article 331-1 dans le Code pénal de 1810, puis article 227-27 du Code pénal de 1994). La peine de prison a été portée à trois ans dans ce cas par la loi du 5 août 2013.

### Relations sexuelles entre mineurs
Il n’existe aucune interdiction pour les relations sexuelles entre individus de moins de 18 ans, que l’un des deux ait moins de 15 ans ou non, pour autant qu’il y ait consentement mutuel (les limites posées par l’exercice de l’autorité parentale évoqué ci-devant s’appliquant). Toutefois, pour un enfant trop jeune, on peut difficilement s’assurer du consentement. Si l’un des deux mineurs est largement plus âgé que l’autre, le fait pourrait être jugé comme une agression sexuelle sur mineur, le non-consentement pouvant être motivé par la « surprise ».

## Minorité sexuelle et handicap mental
Pour la juriste et historienne du droit Marcela Iacub, minorité sexuelle et handicap mental relèvent de la même construction juridique. Dans son livre Le crime était presque sexuel, elle analyse l’évolution de la jurisprudence relative à la sexualité des personnes handicapées mentales et écrit :

« tandis qu’auparavant [avant les réformes de 1980 et 1994] les actes sexuels avec des mineurs relevaient d’une sorte de « séduction » particulière relevant de la violence morale, dorénavant une telle contrainte est assimilée à la surprise. Mineurs et handicapés mentaux sont inclus, en ce qui concerne leur consentement aux actes sexuels, dans la même construction juridique. Toutefois, cette analogie ne coïncide pas avec la minorité sexuelle du Code pénal, fixée à 15 ans et constitutive d’un délit distinct. La notion de surprise s’applique aux enfants les plus jeunes, censés ne pas se rendre compte de la nature même de l’acte sexuel. Cet âge, bien que non fixé par la loi, doit, selon la doctrine, être placé aux environs de 12 ans. Une cour d’appel a retenu un consentement valable, non vicié par la surprise, à 13 ans. »

— Iacub 2002, p. 87-88
Considérant les rapports que les mineurs peuvent entretenir entre eux ou que les personnes handicapées mentales peuvent entretenir entre elles, situation qu’elle qualifie de « construction par le droit d’un ghetto sexuel », elle remarque :

« Depuis la réforme du Code pénal de 1994, les relations sexuelles non violentes avec mineur de 15 ans ne sont punies que lorsqu’elles sont entretenues avec un majeur. À l’occasion du vote de la loi, on avait relevé que, compte tenu de l’évolution de nos mœurs, l’on ne saurait aujourd’hui punir de tels actes lorsqu’ils se font entre mineurs. La même solution se dégageait de l’arrêt de 1961 en ce qui concerne les personnes handicapées mentales. Seuls pouvaient être punis les actes sexuels avec un valide. »

— Iacub 2002, p. 94

## La majorité sexuelle dans la culture populaire
Dans une étude de l’INJEP analysant les discours des intervenants en milieu scolaire lors des séances d’éducation à la sexualité, il est noté que « dans les propos des intervenant·e·s [sic], la confusion est fréquente entre « majorité sexuelle » à 15 ans » et un soi-disant âge légal pour entamer des relations sexuelles et que « le recours à l’expression « majorité sexuelle » par les animateurs·trices [sic] sert à distinguer la sexualité autorisée/légale et la sexualité interdite/illégale et donc, par voie de conséquence à stigmatiser les rapports sexuels précoces ».
Notant l’ignorance tant par les intervenants professionnels que par les élèves de la réalité des textes de loi à ce sujet (notamment qu’aucun texte de loi n’interdit les relations entre mineurs), les auteurs concluent :

« La croyance collective dans un fondement juridique de la « majorité sexuelle » (à laquelle les jeunes font aussi référence) se retrouve dans l’ensemble des représentations sociales relatives à la sexualité adolescente (Borrillo, 2003) et participe à définir la « bonne » sexualité à l’adolescence et justifie un contrôle social en particulier des filles, de quand doit débuter la sexualité active. La « majorité sexuelle » met en lumière la construction hétéronormative de la sexualité : dans les exemples de situation mobilisés en classe, c’est systématiquement l’homme qui est le partenaire le plus âgé et la femme, la plus jeune. »

— Amsellem-Mainguy, Cheynel et Fouet 2015, p. 55
L’âge de la majorité sexuelle en France est sujet à de nombreuses croyances et rumeurs, comme le fait qu’elle serait de 15 ans 3 mois, ou différenciée en fonction du sexe, ce qu’elle n’a jamais été à travers les différentes lois.

### Détournement de mineur
Le détournement (ou soustraction) de mineur est souvent confondu avec les questions de relations sexuelles entre majeurs et mineurs. Le détournement de mineur est le délit constitué par le fait de soustraire un mineur aux adultes ayant autorité sur lui. Il est indépendant de savoir si le ravisseur a eu des relations sexuelles avec le mineur enlevé, et ne peut être constitué uniquement par les relations sexuelles s’il n’y a pas enlèvement (consenti ou non).
Le détournement de mineur se réfère à la majorité civile, non sexuelle.
La confusion vient en partie du fait que si un mineur quitte le foyer parental contre la volonté de ses parents pour aller vivre avec la personne avec laquelle il a une liaison, cette personne peut bien être inculpée pour détournement de mineur, et, même, si le mineur a plus de 15 ans en France (majorité sexuelle passée, mais pas majorité civile), c’est la seule inculpation possible. C’est donc suivant ce motif que des parents peuvent tenter de faire inculper l’amant(e) de leur enfant si celui-ci ou celle-ci avait plus de 15 ans — il existe un exemple célèbre en la matière, qui aboutit à une relaxe parce que la volonté d’enlèvement n’était pas prouvée,.

## Historique

### Dispositions générales

#### Avant 1810
L’âge vient d’une innovation majeure du XVIe siècle : celui de l’enregistrement des dates de naissance, qui deviendra l’état civil en 1792. L’un des premiers usages véritables de l’âge civil pendant l’Ancien Régime est la lutte contre les mariages clandestins (c’est-à-dire sans l’accord des parents pour les mineurs matrimoniaux). Les relations sexuelles n’étaient alors pas encadrées par des textes juridiques, mais ont pu faire l’objet de poursuites lorsqu’elles étaient accompagnées de violence.

#### Dans le Code pénal de 1810
« Comme le modèle du viol reste l’accomplissement violent d’un acte sexuel complet avec son risque d’enfantement, pour les hommes de ce premier XIXe siècle, le viol sur un enfant n’existe pas. Cette position sous-entend aussi que les magistrats et les tribunaux adoptent la perspective de l’auteur ; le viol est défini par la jouissance “normale” de l’assaillant et non par le ressenti de la victime. »

— Georges Vigarello et Jean-Jacques Yvorel, « À propos des violences sexuelles à enfants »
Le Code pénal de 1810 punissait d’une seule et même peine le viol et l’attentat à la pudeur avec violence :
« Quiconque aura commis le crime de viol, ou sera coupable de tout autre attentat à la pudeur, consommé ou tenté avec violence contre des individus de l’un ou de l’autre sexe, sera puni de la réclusion. »
— Article 331 de l’Ancien code pénal
L’exigence de violence (non comprise celle de l’acte sexuel lui-même, et ne pouvant être qu’une violence physique, la notion de violence morale étant écartée) comme constitutive du crime restera une exigence jusque dans le dernier quart du XXe siècle. Le défaut de violence visible aboutissant le plus souvent à un acquittement ou une correctionnalisation de la sanction, c’est-à-dire une rétrogradation du crime au rang de délit, punissable d’une peine plus légère. L’historienne Anne-Claude Ambroise-Rendu note que dès les années 1820 les présidents de cour d’assises se plaignent de l’augmentation des dénonciations d’attentats contre les enfants.
Les victimes sont quasi absentes du champ judiciaire dans le premier tiers du XIXe siècle, « la justice étant rendu non pas au nom des victimes mais au nom d’une société lésées par l’infraction et mise en péril par la transgression des codes moraux ».

#### La loi du28 avril 1832
« La défloration d’un enfant au-dessous de 11 ans, sans violence, n’est qu’un attentat à la pudeur. »

— Adolphe Chauveau et Faustin Hélie, Théorie du Code pénal
Par la loi du 28 avril 1832, une des grandes lois sous la monarchie de Juillet, le gouvernement Casimir Périer a opéré plusieurs modifications : spécialement, l’article réprimant le viol est transféré à l’article 332, celui réprimant l’attentat à la pudeur avec violence à l’article 333, et l’article 331 est consacré au nouveau délit d’attentat à la pudeur sans violence, introduisant ainsi dans le droit français un seuil de majorité sexuelle, fixé alors à 11 ans :
« Tout attentat à la pudeur, consommé ou tenté sans violence, sur la personne d’un enfant de l’un ou l’autre sexe, âgé de moins de onze ans, sera puni de la réclusion. »
— Article 331 de l’Ancien code pénal
Pour l’historien Georges Vigarello, « la loi de 1832 prolonge l’objectif du code de 1791 : distinguer toujours davantage les crimes pour mieux distinguer les gravités ». Il constate l’apparition dans les années 1820-1830 de la « violence morale » comme nouvelle catégorie de la rhétorique judiciaire. La loi de 1832 étend aussi le domaine d’application des circonstances atténuantes à l’ensemble des crimes, rompant ainsi avec l’habitude prise par les jurés d’acquitter plutôt que de prononcer une peine trop lourde. Pour Anne-Claude Ambroise-Rendu la loi de 1832 doit être comprise en tenant compte du rôle joué par les circonstances atténuantes (auxquelles le recours devient rapidement d’usage commun), qui sont un « élément capital d’une démarche d’“individualisation de la peine” longuement commentée par Michel Foucault dans Surveiller et punir et les Anormaux ». Dans ce contexte, elle résume ainsi l’apport de la loi de 1832 :

« Alors même qu’elle tentait d’isoler la victime, d’en faire un être à part marqué par son jeune âge, la loi de 1832 invitait dans la pratique à considérer ensemble la victime et son agresseur, via les questions du consentement et des circonstances atténuantes. »

— Anne-Claude Ambroise-Rendu, Attentats à la pudeur sur enfants : le crime sans violence est-il un crime ?
Elle constate que si la notion de consentement est donc rendue inopérante en droit pour les enfants de moins de onze ans, « il y a loin de la loi à la pratique judiciaire » et que, tout au long des XIXe et XXe siècles la pratique judiciaire est « hantée » par le questionnement sur le possible consentement donné par la victime à son agresseur et des enquêtes sur la moralité de l’enfant, mettant à mal le principe de légalité : « Sans violence physique, contrainte matérielle évidente et avérée par les traces visibles laissées sur le corps de la victime, le jury, mais parfois également le procureur, concluent au consentement donné par l’enfant ». Pour ces raisons, elle conclut que la nouveauté apportée par la loi de 1832 concerne moins les verdicts et les peines que le déplacement de la fixation de l’attention judiciaire, qui porte désormais sur « le rapport existant entre l’agresseur et sa victime, la possibilité d’une contrainte toute morale, faite d’un mélange de séduction et d’autorité », allant parfois jusqu’à questionner la possibilité d’une séduction opérée par l’enfant.

#### Après la loi du13 mai 1863
« Plus on approche de l’âge nubile et plus il y a lieu de craindre que la volonté ne vienne contredire la présomption de contrainte morale qui est l’élément du délit. Le péril est de confondre l’attentat à la pudeur et l’immoralité. »

— Faustin Hélie, Théorie du Code pénal : Appendice de la quatrième édition contenant le commentaire de la loi du 13 mai 1863 modificative du Code pénal
Le seuil de la majorité sexuelle est repoussé une première fois à 13 ans sous le Second Empire, par la loi du 13 mai 1863, un deuxième alinéa étant ajouté concernant les ascendants, reflétant la conception nouvelle d’un « abus d’autorité » apparue vers les années 1860 :
« Tout attentat à la pudeur, consommé ou tenté sans violence, sur la personne d’un enfant de l’un ou l’autre sexe, âgé de moins de treize ans, sera puni de la réclusion.

Sera puni de la même peine l’attentat à la pudeur commis par tout ascendant sur la personne d’un mineur, même âgé de plus de treize ans, mais non émancipé par mariage. »
— Article 331 de l’Ancien code pénal
Toutefois, cette introduction de la notion d’abus d’autorité ne se fait pas sans peine, et Anne-Claude Ambroise-Rendu expose :

« Le père, seule personne juridique de la famille définie par le code Napoléon, n’est certes plus tout à fait intouchable, mais les réticences des pénalistes à l’incriminer directement montrent bien à quel point les enfants mineurs demeurent ses propriétés, largement réifiées. »

— Anne-Claude Ambroise-Rendu, Attentats à la pudeur sur enfants : le crime sans violence est-il un crime ?
Bien qu’Émile Garçon rappelle en 1901 que « l’attentat à la pudeur est évidemment punissable, quelle que soit la moralité de la victime. Il importerait peu que ce fût une fille publique si son consentement a réellement fait défaut », l’argument de la moralité de la victime continue d’être régulièrement invoqué par les accusés avec un certain succès jusque dans les années 1930. Le recours à la psychiatrie prend le relai et devient fréquent dans les prétoires à partir des années 1920, et les travaux de professeur Eugène Gelma, enseignant la psychiatrie à la faculté de médecine de Strasbourg, deviennent la référence des experts et amènent à déconsidérer le témoignage des enfants, ou à considérer qu’ils ont pu exercer séduction ou provocation, renforçant la suspicion de mythomanie. « Dans cette histoire, la rencontre entre le droit et la psychiatrie a été fondamentale, installant ce que Michel Foucault appelle un “pouvoir de normalisation” ». Cette notion du consentement de l’enfant ferra toutefois un net recul à partir de la seconde moitié du XXe siècle.
Le seuil est repoussé une seconde fois, sous le gouvernement provisoire de la République française, par l’ordonnance du 2 juillet 1945 : les premier et deuxième alinéas de l’article 331 sont modifiés, portant le seuil de la majorité sexuelle à 15 ans. À noter qu’il s’agit à cette date (le troisième alinéa ayant été introduit cinq mois auparavant) d’une majorité sexuelle restrictive, dans le cadre de relations strictement hétérosexuelles :
« Tout attentat à la pudeur, consommé ou tenté sans violence, sur la personne d’un enfant de l’un ou l’autre sexe, âgé de moins de quinze ans, sera puni de la réclusion.

Sera puni de la même peine l’attentat à la pudeur commis par tout ascendant sur la personne d’un mineur, même âgé de plus de quinze ans, mais non émancipé par mariage.

Sera puni d’un emprisonnement de six mois à trois ans et d’une amende de 60 francs à 15 000 francs quiconque aura commis un acte impudique ou contre nature avec un individu de son sexe mineur de vingt et un ans. »
— Article 331 de l’Ancien code pénal

#### Évolutions dans les années 1970
À partir de la deuxième moitié du XXe siècle la notion de consentement de l’enfant est considérablement moins utilisée. Elle revient dans les années 1970 dans le débat public, certains intellectuels défendant l’abolition même des lois sur la majorité sexuelle, ce qui consiste d’une certaine manière à réintroduire la notion de consentement des enfants au sein de la pratique judiciaire.
En 1977 et 1979, deux lettres ouvertes ont été publiées dans des journaux parisiens, prônant la libération de prisonniers accusés d’avoir eu des rapports sexuels consentis avec des personnes au-dessous de la majorité sexuelle et en détention préventive depuis des années, dans l’affaire dite de Versailles. La première a été publiée dans Le Monde du 26 janvier 1977, et a été signée par 69 personnes, y compris Jack Lang, Bernard Kouchner, Jean-Paul Sartre, Simone de Beauvoir, Gilles Deleuze, Roland Barthes, André Glucksmann et Guy Hocquenghem.
La seconde a été publiée dans le courrier des lecteurs de Libération du mois de mars 1979 (reproduite plus tard dans L’Express du 7 mars 2001) et a été signée par 63 personnes.
Après l'affaire de Versailles de 1977, certains intellectuels français défendent l’abolition même des lois sur la majorité sexuelle. Notamment, en 1977, des philosophes et penseurs, parmi lesquels Michel Foucault, Jacques Derrida et Louis Althusser, parmi tant d’autres, ont signé une pétition adressée au Parlement demandant l’abrogation de plusieurs articles de la loi et la dépénalisation de toutes les relations consenties entre adultes et enfants de moins de quinze ans (la majorité sexuelle en France).
Le 4 avril 1978, une conversation approfondie détaillant les raisons de leur position abolitionniste a été diffusée par la radio France Culture dans l’émission Dialogues. Les participants, Michel Foucault, l’avocat Jean Danet et le romancier-activiste membre du FHAR Guy Hocquenghem ont tous signé la pétition de 1977. Le débat fut originellement publié en français sous le titre La Loi de la pudeur.
Cependant, à partir de l’automne 1978, et surtout de 1980, ces ardeurs vont être battues en brèche par l’émotion suscitée par la médiatisation croissante de l’affaire Jacques Dugué, révélée par le journal Minute, appelée aussi l’affaire de Saint-Ouen, avec un suspect accusé de faire partie d’un réseau de proxénétisme pédophile international, abusant aussi bien d’enfants que d'adolescents comme l’enquête finira par le montrer : l’opinion découvre qu’il ne s’agit plus de la question de la dureté des sanctions contre les amours entre un adulte et un adolescent, mais de risques plus larges et plus inquiétants. En 1981, les mis en examen de l’affaire Jacques Dugué sont condamnés à des peines de prison ferme, de six ans pour le principal.

#### La loi du23 décembre 1980et le nouveau Code pénal
Dans le sillage de l’affaire Tonglet Castellano, mais aussi des sinistres découvertes de l’enquête au fur et à mesure que progresse l’affaire de Saint-Ouen, la loi du 23 décembre 1980 « relative à la répression du viol et de certains attentats aux mœurs » modifie la rédaction du texte et ajoute un article 331-1, étendant la notion d’attentat à la pudeur par ascendant à toute « personne ayant autorité » :
« Tout attentat à la pudeur commis ou tenté sans violence ni contrainte ni surprise sur la personne d’un mineur de quinze ans sera puni d’un emprisonnement de trois ans à cinq ans et d’une amende amende de 6 000 francs à 60 000 francs ou de l’une de ces deux peines seulement.

Sans préjudice des peines plus graves prévues par l’alinéa précédent ou par l’article 332 du présent code, sera puni d’un emprisonnement de six mois à trois ans et d’une amende de 60 francs à 20 000 francs quiconque aura commis un acte impudique ou contre nature avec un individu mineur du même sexe.

Toutefois, l’attentat à la pudeur sur la personne d’un mineur de quinze ans sera puni d’un emprisonnement de cinq ans à dix ans et d’une amende de 12 000 francs à 120 000 francs ou de l’une de ces peines seulement lorsqu’il aura été commis ou tenté soit avec violence, contrainte ou surprise, soit par un ascendant légitime, naturel ou adoptif de la victime ou par une personne ayant autorité sur elle, soit par deux ou plusieurs auteurs ou complices, soit encore par une personne qui a abusé de l’autorité que lui confèrent ses fonctions. »
— Article 331 de l’Ancien code pénal
« Tout attentat à la pudeur sur la personne d’un mineur âgé de plus de quinze ans et non émancipé par le mariage commis ou tenté, sans violence ni contrainte ni surprise, par un ascendant légitime, naturel ou adoptif de la victime ou par une personne ayant autorité sur elle, ou encore par une personne qui a abusé de l’autorité que lui confèrent ses fonctions, sera puni d’un emprisonnement de six mois à trois ans et d’une amende de 2 000 francs à 20 000 francs ou l’une de ces deux peines seulement. »
— Article 331-1 de l’Ancien code pénal
Le nouveau Code pénal, entré en vigueur le 1er mars 1994, abandonne le qualificatif d’attentat à la pudeur pour celui d’atteinte sexuelle sur mineur. Il est précisé que ne sont réprimés que les agissements d’un majeur :
« Le fait, par un majeur, d’exercer sans violence, contrainte, menace ni surprise une atteinte sexuelle sur la personne d’un mineur de quinze ans est puni de cinq ans d’emprisonnement et de 75 000 euros d’amende. »
— Article 227-25 du Code pénal

### Relations homosexuelles
Pour un article plus général, voir Droits LGBT en France.

#### DuXVIIIesiècleà 1945
Jusqu’à la fin du XVIIIe siècle, les recueils de lois rangent les relations homosexuelles parmi les crimes méritant la mort. Claude-Joseph de Ferrière définit ainsi en 1769 la « luxure abominable [...] qui mérite peine de mort » :

« On appelle luxure abominable celle qui conſiſte dans la beſtialité, l’inceſte, la ſodomie, le commerce impudique des femmes luxuriant avec elles-mêmes, qui ſont tous crimes exécrables qui proviennent de l’impiété & de l’irréligion, & qui méritent peine de mort. »

— Claude-Joseph de Ferrière, Dictionnaire de droit et pratique
Entre le 25 juillet et le 6 octobre 1791, le Code pénal est adopté. L’absence de la mention de la sodomie, considérée jusque-là comme un crime, ou tout autre terme désignant les rapports homosexuels, fonde ainsi la dépénalisation de l’homosexualité en France. Le rapporteur de la loi, Louis-Michel Lepeletier de Saint-Fargeau, affirma en effet que le Code pénal n’a mis hors-la-loi que les « vrais crimes », et non pas les « délits factices, créés par la superstition, la féodalité, la fiscalité et le despotisme ».
Cette dépénalisation dans le Code pénal de 1791 influença directement ou indirectement (par son successeur, le Code pénal de 1810) plusieurs pays voisins (notamment les Pays-Bas, la Belgique, l’Espagne et l’Italie, et plusieurs États allemands — la Bavière, le grand-duché de Bade, le Wurtemberg, le royaume de Hanovre et le duché de Brunswick — qui adoptèrent le modèle juridique français de non-criminalisation de l’homosexualité dans le cadre privé, avant l’unification en 1871 et la généralisation de l’article 175 du Code pénal allemand à tout l’Empire).
Cependant, en 1942, dans le contexte de la Révolution nationale et de l’ordre moral promus par le régime de Vichy, une modification de l’alinéa 1 de l’article 334 du Code pénal, établit qu’il ne peut être donné de consentement valable pour un acte à caractère homosexuel qu’à partir de l’âge de 21 ans, alors qu’il était de 13 ans pour les actes hétérosexuels :
— Article 334 de l’Ancien code pénal
Pour l’historien du droit Marc Boninchi, se situant dans la lignée des travaux de Gérard Noiriel sur les « origines républicaines de Vichy », ce texte de loi trouve son origine dans la proposition de magistrats formulée en 1939 de réprimer les relations homosexuelles entre individus majeurs et mineurs. Pour l’historien Cyril Olivier, la Révolution nationale « fait de la sexualité un enjeu social » et vise « la restauration des valeurs familiales » dans une société qui serait « anti-natale et dévirilisée ». Pour l’historien américain Michael Sibalis, à cette époque « pour une bonne partie de l’opinion publique, l’homosexualité équivaut à un manque de virilité ; elle est l’une des tares de la Troisième République vaincue parce que décadente, défaillante et féminisée ». Il ajoute qu’il « serait tentant mais erroné d’attribuer cette loi à l’influence de l’occupant, les Allemands n’ayant en fait aucune volonté de sévir contre l’homosexualité […] en dehors de leurs frontières ».
La loi punit les relations des hommes comme des femmes (les lesbiennes étant « ignorées dans la plupart des législations étrangères ») dans le seul cas de relations avec un ou une mineure, car Joseph Barthélemy, ministre de la Justice de 1941 à 1943, écarte les « mesures plus répressives qu’il juge inefficaces ou contre-productives ». Le ministère de la Justice reconnait d’ailleurs explicitement en décembre 1942 que la très grande majorité des homosexuels n’est pas affectée par la nouvelle législation. En revanche, les mineurs sont eux-mêmes susceptibles de poursuites judiciaires et l’historien Régis Révenin souligne l’hypocrisie de la loi, qui prétend protéger les mineurs : « elle sert à défendre la morale et à exalter l’idéologie familialiste. Pourquoi une mesure protectrice transformerait-elle en complices ou en coauteurs d’un délit des garçons considérés comme des victimes ? ».
Il est à noter qu’à la suite de l’annexion de l’Alsace et de la Moselle, le Code pénal allemand et son article 175 condamnant comme un crime les relations homosexuelles sur mineur de 21 ans fut introduit sur ces territoires à partir de 1941. La répression, que ce soit dans les organisations du type des Jeunesses hitlériennes (Hitlerjugend) ou dans l’usine Junkers, abritant de nombreux adolescents affectés au service de la protection aérienne, y est particulièrement sévère et environ 350 ressortissants de ces territoires en sont victimes, une centaine expulsée vers la zone libre, les autres incarcérés en prison ou internés dans un camp de concentration ou de redressement comme celui de Schirmeck. Pierre Seel est le plus connu de ces déportés alsaciens.

#### Après la Libération
À la Libération, François de Menthon, ministre de la Justice dans le Gouvernement provisoire de la République française du général de Gaulle, signe l’ordonnance du 8 février 1945, qui transfère l’alinéa 1 de l’article 334 et l’ajoute à l’article 331 comme un troisième alinéa :
« Sera puni d’un emprisonnement de six mois à trois ans et d’une amende de 60 francs à 15 000 francs quiconque aura commis un acte impudique ou contre nature avec un individu de son sexe mineur de vingt et un ans. »
— Article 331 de l’Ancien code pénal
Ce transfert est justifié ainsi dans le Journal officiel :

« L’acte de l’autorité de fait dit loi no 744 du 6 août 1942 modifiant l’article 334 du Code pénal a réprimé les actes homosexuels dont serait victime un mineur de vingt et un ans. Cette réforme inspirée par le souci de prévenir la corruption des mineurs ne saurait, en son principe, appeler aucune critique. Mais en la forme une telle disposition serait mieux à sa place dans l’article 331. »

L’historien britannique Julian T. Jackson attribue ces dispositions à « l’atmosphère viriliste » et nataliste de la Libération et à un gouvernement inspiré par le désir de « prévenir la corruption des mœurs ».
Pour Michael Sibalis, la loi du 6 août 1942 est peu appliquée sous Vichy, mais aura un impact plus important ensuite : « 22 condamnations en 1945, 85 en 1946 et jusqu’à 200 ou 300 par an dans les années 1950 ».

#### Changement de l’âge de la majorité en 1974
Dans le contexte de la libération des mœurs, la majorité sexuelle pour les relations homosexuelles a été abaissée à 18 ans par « effet de ratissage » en 1974 en même temps que la pleine majorité civile par la loi du 5 juillet 1974 : dans son article 15, elle remplaçait les mots « de son sexe mineur de vingt et un ans » par « mineur du même sexe » dans l’article 331 du Code pénal.

#### Première tentative d’abrogation sous le gouvernement Raymond Barre
En 1978, aucune loi n’était revenue sur la dépénalisation de l’homosexualité opérée sous la Révolution française, mais il existait deux discriminations légales : la première, disposée dans l’alinéa 3 de l’article 331 du Code pénal et détaillée ci-devant, était dans l’âge de majorité sexuelle selon que la relation fut hétérosexuelle ou homosexuelle. L’écart de l’âge avait été réduit depuis l’introduction de ce traitement différentiel (de 13 ans pour une relation hétérosexuelle et 21 ans pour une relation homosexuelle à respectivement 15 ans et 18 ans). La seconde venait de l’ordonnance du 25 novembre 1960 (créant l’alinéa 2 de l’article 330 du Code pénal), prise à la suite de l’amendement Mirguet, qui doublait la peine minimum pour outrage public à la pudeur quand il s’agissait de rapports homosexuels.
Le 8 février 1978, le sénateur Henri Caillavet dépose une proposition de loi no 261 « tendant à abroger l’alinéa 2 de l’article 330, et l’alinéa 3 de l’article 331 du Code pénal », mais qui est initialement sans suite. C’est à l’occasion d’une première lecture d’une proposition de loi sénatoriale « relative à la répression du viol et de certains attentats aux mœurs », que cette proposition est reprise (Henri Caillavet dira plus tard : « Je dois à la vérité de rappeler que c’est M. Barre, que je rencontrai à titre personnel, qui accéda à mon désir de voir inclure dans le débat sur le viol la proposition législative que j’avais rédigée ») le 28 juin 1978 au Sénat sous la forme deux amendements du gouvernement Raymond Barre (présentés par Monique Pelletier, secrétaire d’État auprès du garde des Sceaux). Le Sénat adopte les deux amendements sans opposition.
Monique Pelletier l’expose ainsi :

« Le Gouvernement vous propose par ailleurs — et c’est à ce titre qu’auraient dû intervenir les remerciements de M. le sénateur Caillavet — de ne plus incriminer, en soi, les actes d’homosexualité commis sans violence à l’égard d’un mineur âgé de quinze à dix-huit ans.
La commission de révision du Code pénal s’est longuement interrogée sur l’opportunité d’une telle incrimination qui tend protéger certaines catégories de victimes en raison de la nature
des actes commis. Elle a constaté que, depuis quelques années, l’opinion publique accueille les informations en matière sexuelle avec plus de calme et, par là même, plus de maturité.
Il est donc possible d’envisager de ne plus incriminer des pratiques qui, pour marginales qu’elles soient, ne méritent pas une sanction pénale que l’évolution des mœurs ne réclame plus. »

Les amendements du gouvernement sont adoptés, après avis favorable du sénateur socialiste Edgar Tailhades, rapporteur pour la commission des lois.
À l’Assemblée nationale, le député MRG Michel Crépeau dépose le 28 juin 1979 une proposition de loi no 1233 « tendant à supprimer les discriminations sexuelles dans les sanctions de l’attentat à la pudeur » (semblable à la proposition de loi d’Henri Caillavet), mais qui sera sans suite avant l’arrivée en première lecture à l’Assemblée nationale en 1980 de la proposition de loi « relative à la répression du viol et de certains attentats aux mœurs » (la députée communiste Ellen Constans remarquant lors de l’ouverture des débats, au sujet des deux ans qu’il a fallu à la proposition de loi pour arriver du Sénat à l’Assemblée nationale : « Nous nous interrogeons sur ces longueurs : y aurait-il — de la part de qui ? — des hésitations, des réticences pour adopter une nouvelle législation sur le viol, qui apparaît pourtant nécessaire ? Pourquoi ? Est-ce que, par hasard, la protection des femmes contre les violences sexuelles serait une question mineure ou une question gênante ? Et pour qui ? »).
À cette occasion, l’abrogation de l’alinéa 2 (anciennement alinéa 3) de l’article 331 va être contestée (l’abrogation de l’alinéa 2 de l’article 330 ne le sera jamais). En effet, le 11 avril 1980, Jean Foyer, président de la commission des lois, député du groupe RPR, présente un amendement no 9 qui réintroduit l’alinéa 2 de l’article 331 :

« Cette mesure de protection — ici l’incrimination est essentiellement définie par l’âge du mineur — répond à une nécessité de protection de ce dernier. Songez, entre autres, qu’il existe dans notre pays, des établissements qui reçoivent des mineurs de quinze à dix-huit ans, dont certains sont des infirmes, des handicapés, des malades mentaux. Il me répugnerait, quant à moi, d’affranchir pénalement des sanctions qu’ils encourent d’après la loi actuelle, ceux qui se livrent, à l’égard de ces mineurs, à des actes d’homosexualité. »

Malgré la contradiction que lui porte le député Joseph Franceschi, au nom du groupe socialiste (rappelant notamment « pendant un siècle et demi, on n’avait point jugé nécessaire de distinguer les attitudes délictueuses selon qu’elles étaient hétéro- ou homosexuelles et d’appliquer aux secondes un régime plus sévère. Comment justifier aujourd’hui cette différence de statut ? »), l’amendement de Jean Foyer est adopté lors du scrutin public no 357 par 278 voix contre 202, le gouvernement s’en remettant cette fois-ci à « la sagesse de l’assemblée ».
Toutefois, le Sénat abroge de nouveau l’alinéa en deuxième lecture le 22 mai 1980 mais l’Assemblée nationale le réintroduit en deuxième lecture le 24 juin 1980. Le texte ne sera plus modifié relativement à ce point ensuite.
Saisi par le député socialiste Raymond Forni et 60 députés sur la constitutionnalité du nouvel alinéa 2 de l’article 331 du Code pénal, le Conseil constitutionnel le juge conforme :
« la loi […] peut, sans méconnaître le principe d’égalité, distinguer, pour la protection des mineurs, les actes accomplis entre personnes du même sexe de ceux accomplis entre personnes de sexe différent »
— C. const., Décision no 80-125 DC — 19 décembre 1980 — Loi relative à la répression du viol et de certains attentats aux mœurs — Conformité
Après avis conforme du Conseil constitutionnel, la loi est promulguée le 23 décembre 1980. Par la nouvelle loi l’alinéa 3 de l’article 331 devient l’alinéa 2 et l’alinéa 2 de l’article 330 est aboli.

#### Abrogation sous le gouvernement Pierre Mauroy
Le 4 avril 1981 a eu lieu la première véritable marche homosexuelle en France : 10 000 personnes manifestent à l’appel du CUARH, et le candidat à l’élection présidentielle François Mitterrand, le 28 avril 1981 (deux jours après le premier tour de l’élection présidentielle), s’engage et déclare : « Personnellement, je n’accepte pas que les attentats homosexuels soient réprimés plus sévèrement que les autres, ça me paraît anormal. Il y a là une négation de l’égalité des citoyens devant la loi ; nous n’avons pas à nous mêler de juger les mœurs des autres — d’ailleurs, le groupe parlementaire a déposé un recours au Conseil constitutionnel contre cette disposition législative ».
La loi du 4 août 1981 « portant amnistie » du gouvernement Pierre Mauroy amnistie les condamnés au titre de l’ancien alinéa 2 de l’article 330 et ceux au titre de l’alinéa 2 et de l’anciennement alinéa 3 de l’article 331 du Code pénal.
Le 6 novembre 1981, la proposition de loi no 527 « tendant à abroger l’alinéa 2 de l’article 331 du Code pénal » est déposée à l’Assemblée nationale par le député socialiste Raymond Forni, président de la commission des lois, « et plusieurs de ses collègues ». La députée apparentée socialiste Gisèle Halimi en est la rapporteuse. La proposition de loi est approuvée par l’Assemblée nationale le dimanche 20 décembre 1981 en première lecture lors du scrutin public no 213 par 327 voix contre 155. À cette occasion Robert Badinter, garde des Sceaux du gouvernement Pierre Mauroy, y prononce un discours remarqué, observant que :

« Si Oscar Wilde a été condamné par la justice anglaise pour avoir séduit Lord Douglas, nous savons que Verlaine ne pouvait être poursuivi par la justice française pour avoir séduit Rimbaud, âgé de dix-sept ans, à moins, d’ailleurs, que la séduction ne fût en sens contraire. »

Et concluait :

« L’Assemblée sait quel type de société, toujours marquée par l’arbitraire, l’intolérance, le fanatisme ou le racisme, a constamment pratiqué la chasse à l’homosexualité. Cette discrimination et cette répression sont incompatibles avec les principes d’un grand pays de liberté comme le nôtre. Il n’est que temps de prendre conscience de tout ce que la France doit aux homosexuels, comme à tous ses autres citoyens dans tant de domaines.
La discrimination, la flétrissure qu’implique à leur égard l’existence d’une infraction particulière d’homosexualité les atteint — nous atteint tous — à travers une loi qui exprime l’idéologie, la pesanteur d’une époque odieuse de notre histoire.
Le moment est venu, pour l’Assemblée, d’en finir avec ces discriminations, comme avec toutes les autres qui subsistent encore dans notre société, car elles sont indignes de la France. »

Gisèle Halimi rapporte que :

« La loi était peu appliquée. Le nombre total des condamnations [pour l’ancien alinéa 2 de l’article 330 et pour l’anciennement alinéa 3 de l’article 331 du Code pénal] était de 155 en 1976, de 138 en 1977, de 162 en 1978. Dix ans auparavant, en 1968, le nombre des condamnations atteignait 419. »

Leur principal contradicteur est le député Jean Foyer du groupe RPR. Celui-ci déclare :

« Ce que vous voulez, en réalité, c’est proclamer par la loi l’abrogation d’une morale et l’instauration d’une morale différente. La morale que les socialistes récusent, ce n’est pas seulement celle de la tradition judéo-chrétienne à laquelle j’ai personnellement l’honneur d’adhérer, c’est aussi la morale laïque, ce qu’affirmaient avec force les moralistes qui, au début de la IIIe République, étaient les collaborateurs de Jules Ferry et les fondateurs de l’école publique. (…) »

La proposition de loi « tendant à abroger l’alinéa 2 de l’article 331 » est rejetée en première lecture par le Sénat le 5 mai 1982 lors du scrutin public no 95 par 189 voix contre 108, qui la rejette aussi au cours des lectures suivantes (le 8 juillet 1982 lors du scrutin public no 135 par 191 voix contre 107 et le 23 juillet 1982 lors du scrutin public no 155 par 191 voix contre 105). De son côté, l’Assemblée nationale maintient son adoption (le 24 juin 1982 et le 21 juillet 1982) et adopte définitivement le texte le 27 juillet 1982. François Fillon, alors député, fait partie de ceux qui ont voté contre le projet de loi. La loi est promulguée le 4 août 1982 : l’alinéa 2 de l’article 331 du Code pénal est aboli et la distinction discriminatoire dans l’âge du consentement entre rapports homosexuels et hétérosexuels est ainsi supprimée (comme avant 1942), devenant de 15 ans pour tous.

#### Tentative de rétablissement dans le nouveau Code pénal
Dans le cadre de la première lecture au Sénat de la réforme du Code pénal, le sénateur Charles Jolibois, du groupe Union centriste et rapporteur pour la commission des lois, propose le 23 avril 1991, dans un amendement no 147 rectifié, la création d’un article 227-18-1 A, rétablissant la distinction dans l’âge de majorité sexuelle entre rapports hétérosexuels et rapports homosexuels, la limite d’âge pour ces derniers étant ramenée à 18 ans :

« D’abord, il n’est ni dans l’esprit ni dans le propos de la commission des lois de vouloir rétablir le délit d’homosexualité, qui a existé un temps. Ce temps est révolu, et bien révolu, dans l’esprit de tous.
La commission des lois veut, en fait, protéger les mineurs, et cela faisait l’objet d’un chapitre précis dans ses orientations générales. »

Au nom du gouvernement Édith Cresson, Michel Sapin, ministre délégué auprès du ministre de la Justice, réfute ses arguments : « Je crois profondément qu’il ne peut y avoir une double majorité sexuelle : une majorité qui serait fixée à quinze ans pour les relations hétérosexuelles et une majorité qui serait, en quelque sorte, “repoussée” à dix-huit ans pour les relations homosexuelles », mais l’amendement est adopté par le Sénat le 22 mai 1991.
Une pétition contre le rétablissement est signée par plusieurs personnalités (Barbara, Pierre Bergé, Harlem Désir, Dominique Fernandez, Gisèle Halimi, Véronique Sanson, Gilles Perrault, Juliette Gréco, Sapho et Thierry Meyssan) et une protestation est organisé devant le Sénat le 6 mai 1991.
Deux amendements d’abrogation (amendement no 158 du député socialiste Michel Pezet, rapporteur pour la commission des lois, et amendement identique no 217 des députés communistes Gilbert Millet, François Asensi, Jacques Brunhes et Ernest Moutoussamy) sont déposés à l’Assemblée nationale à l’occasion de la première lecture de la proposition de loi, qui les adopte le 21 juin 1991. À cette occasion, Gilbert Millet, au nom du groupe communiste, expose :

« il est des débats que l’on croyait clos et qui, pourtant, reviennent dans cet hémicycle parce que la majorité de droite du Sénat en a décidé ainsi. Non contente de vouloir pénaliser l’avortement qu’une femme pratique sur son propre corps — je reprends
sciemment le mot « avortement » qui est celui qu’elle voulait réintroduire — cette majorité de droite a, au cours du débat sur le code pénal, composé un florilège affligeant et anachronique, notamment sur la question de l’homosexualité. »

S’opposent à l’abrogation les députés Jacques Toubon, du groupe RPR, et Pascal Clément, du groupe UDF. Jacques Toubon défend la majorité sexuelle à 18 ans quel que soit le type de relation et Pascal Clément énonce : « Pour ma part, je me contente de rappeler une vérité éternelle et modeste : il y a une différence entre l’hétérosexualité et l’homosexualité. ».
Charles Jolibois le propose de nouveau, à peine modifié en article 227-18-2, en deuxième lecture (amendement no 151) le 2 octobre 1991, mais il est rejeté le 3 octobre 1991.

#### Droit et sexualité
- Yaëlle Amsellem-Mainguy (coordinatrice), Constance Cheynel et Anthony Fouet, Entrée dans la sexualité des adolescent·e·s : la question du consentement : Enquête en milieu scolaire auprès des jeunes et des intervenant·e·s en éducation à la sexualité, INJEP, coll. « Rapport d’étude », 2015 (lire en ligne), « L’encadrement de la sexualité juvénile : l’exemple de la “majorité sexuelle” », p. 54-55
- Clara Bernard-Xémard, Droit civil 2014-2015 : Les personnes – La famille, Issy-les-Moulineaux, Gualino, 2014, 557 p. (ISBN 978-2-297-04033-4)
- Daniel Borrillo, « Majorité sexuelle et capacité à consentir », dans Maryse Jaspard, Stéphanie Condon (dir), Genre, violences sexuelles et justice. Acte de la journée-séminaire du 20 juin 2003, Paris, INED, coll. « Documents de travail » (no 121), 2004 (OCLC 491604116)
- Alain Bruel, « L’autorité parentale et ses étayages sociaux », Mélampous, vol. HS 1 « Entre innocence & malice. La justice des mineurs présentée et commentée par un juge des enfants »,‎ 2005 (lire en ligne)
- Conseil constitutionnel, « Commentaire au cahier : Décision no 2011-222, QPC du 17 février 2012 » [PDF], sur Conseil constitutionnel, 18 février 2012
- Conseil constitutionnel, « Commentaire : Décision no 2014-448, QPC du 6 février 2015 » [PDF], sur Conseil constitutionnel, 7 février 2015
- Conseil d’État, « Projet de loi renforçant la lutte contre les violences sexuelles et sexistes commises contre les mineurs et les majeurs », sur Conseil d'État, 21 mars 2018
- Jacques Delga, Sexualité, libertinage, échangisme et droit, Paris, Éditions L'Harmattan, 2013, 300 p. (ISBN 978-2-296-51349-5, présentation en ligne)
- Jacques Delga, « Les relations sexuelles consenties entre mineurs : libre sexualité, questionnements, interdictions », Sexologies. Revue européenne de sexologie et de santé sexuelle, vol. 22, no 3,‎ 2013, p. 124-132 (DOI 10.1016/j.sexol.2012.11.002)
- Laurent Delprat, L’autorité parentale et la loi, Paris, Studyrama, coll. « Éclairages », 2006, 212 p. (ISBN 978-2-84472-769-5, présentation en ligne)
- Jean-Paul Doucet, « Corruption de mineur », Dictionnaire de droit criminel (consulté le 31 octobre 2016)
- DILA, « Prostitution d'un mineur : tourisme sexuel, proxénétisme », Mineur victime, sur Service-public.fr, 22 juin 2016
- Michel Foucault, Dits et Écrits : 1954-1988, t. III : 1976-1979, Paris, Éditions Gallimard, coll. « Bibliothèque de philosophie », 1994 (ISBN 978-2-07-073988-2), p. 766-776
- Marie-Laure Gamet et Claudine Moïse, Les violences sexuelles des mineurs : Victimes et auteurs : de la parole au soin, Paris, Éditions Dunod, 2010, 240 p. (ISBN 978-2-10-055495-9, présentation en ligne)
- Antoine Garapon et Denis Salas, Les Nouvelles Sorcières de Salem. Leçons d’Outreau, Paris, Éditions du Seuil, 2006 (ISBN 2-02-090672-4, BNF 40945776, présentation en ligne)
- Marie-Joëlle Gros, « «La majorité sexuelle à 15 ans, une spécificité en droit français» », Libération,‎ 25 novembre 2014 (lire en ligne)
- Raymond Guy, « L’autorité parentale sous contrôle ? », Enfances & Psy, no 22,‎ 2003, p. 25-37 (DOI 10.3917/ep.022.0025)
- Marcela Iacub et Patrice Maniglier, Antimanuel d’éducation sexuelle, Paris, Éditions Bréal, coll. « Antimanuel », 2005, 333 p. (ISBN 978-2-7495-0540-4, présentation en ligne), « “Éveiller les pulsions sexuelles d’un adolescent” : un délit… ; Cachez ce sein qu’un jeune ne saurait voir », p. 220-229
- Marcela Iacub, Le crime était presque sexuel : et autres essais de casuistique juridique, Paris, Flammarion, coll. « Champs », 2002, 375 p. (ISBN 978-2-08-080055-8), chap. 2 (« Le sexe des imbéciles »), p. 67-100
- Myriam Lagraula-Fabre, La violence institutionnelle : Une violence commise sur des personnes vulnérables par des personnes ayant autorité, Paris, Éditions L'Harmattan, 2005, 574 p. (ISBN 978-2-7475-8670-2, présentation en ligne)
- Mathias Latina, « De la majorité sexuelle homosexuelle », sur Dalloz Étudiant, 4 février 2013
- Florence Maillochon, Virginie Ehlinger et Emmanuelle Godeau, « L’âge « normal » au premier rapport sexuel : Perceptions et pratiques des adolescents en 2014 », Agora débats/jeunesses, no 4,‎ 2016, p. 37-56 (DOI 10.3917/agora.hs01.0037)
- Bertrand Marion, Le mineur, son corps et le droit criminel (thèse en droit privé), Nancy, Université Nancy 2, 2010 (lire en ligne)
- Marc Pichard et Marie-Joëlle Gros (interviewer), « La majorité sexuelle à 15 ans, une spécificité en droit français », Libération,‎ 25 novembre 2014 (lire en ligne)
- Michèle-Laure Rassat, « Agressions sexuelles — Viol. Autres agressions. Exhibition sexuelle. Harcèlement sexuel », Juris-classeur,‎ 25 janvier 2008, p. 8
- Marie Romero, « Violences sexuelles entre mineurs : âge et consentement au cœur du débat judiciaire », Sociétés et jeunesses en difficulté, no 21,‎ 2018 (lire en ligne)
- François-Xavier Roux-Demare, « Corruption de mineurs », 4 mai 2010
- David Simard, « La question du consentement sexuel : entre liberté individuelle et dignité humaine », Sexologies. Revue européenne de sexologie et de santé sexuelle, vol. 24, no 3,‎ 2015, p. 140-148 (DOI 10.1016/j.sexol.2015.05.003)

#### Histoire
- « Manifestation homo » [vidéo], sur ina.fr, TF1, 19 juin 1982
- Anne-Claude Ambroise-Rendu, « Attentats à la pudeur sur enfants : le crime sans violence est-il un crime ? (1810-années 1930) », Revue d’histoire moderne et contemporaine, vol. 56, no 4,‎ 2009, p. 165-189 (DOI 10.3917/rhmc.564.0165)
- Anne-Claude Ambroise-Rendu, « France. L’abus sexuel sur enfants et la question du consentement aux XIXe et XXe siècles », dans Véronique Blanchard, Régis Revenin, Jean-Jacques Yvorel, Les jeunes et la sexualité : initiations, interdits, identités (XIXe – XXIe siècle), Paris, Autrement, coll. « Mutations », 2010 (ISBN 978-2-7467-1366-6, présentation en ligne)
- Anne-Claude Ambroise-Rendu, Histoire de la pédophilie : XIXe – XXIe siècles, Paris, Fayard, coll. « Divers Histoire », 2014, 352 p. (ISBN 978-2-213-67232-8)

- Anne-Claude Ambroise-Rendu, « Un siècle de pédophilie dans la presse (1880-2000) : accusation, plaidoirie, condamnation », Le Temps des médias, vol. 1, no 1,‎ 2003, p. 31-41 (DOI 10.3917/tdm.001.0031)
- Florian Bardou, « Les condamnés pour homosexualité, une réalité exhumée », Libération,‎ 17 juillet 2018 (lire en ligne)
- (en) Robert Beachy, Gay Berlin : Birthplace of a Modern Identity, New York, Knopf, 2014, 305 p. (ISBN 978-0-307-27210-2)
- Jean Bérard, « De la libération des enfants à la violence des pédophiles. La sexualité des mineurs dans les discours politiques des années 1970 », Genre, sexualité & société, no 11,‎ 2014 (DOI 10.4000/gss.3134)
- Jean Bérard et Nicolas Sallée, « Les âges du consentement : Militantisme gai et sexualité des mineurs en France et au Québec (1970-1980) », Clio. Femmes, genre, histoire, no 42,‎ 2015 (DOI 10.4000/clio.12778)
- Mickaël Bertrand (dir.), La déportation pour motif d’homosexualité en France : Débats d’histoire et enjeux de mémoire, Dijon, Mémoire active, 2011, 173 p. (ISBN 978-2-908185-78-2)

- Marc Boninchi (préf. Gérard Noiriel), Vichy et l’ordre moral, Paris, PUF, 2005, 318 p. (ISBN 978-2-13-055339-7, présentation en ligne)

- Olivier Charneux, Le prix de la joie : Été 1963, l’affaire Trenet, Paris, Éditions Séguier, coll. « L’indéfinie », 2020, 128 p. (ISBN 978-2-84049-798-1)
- Adolphe Chauveau et Faustin Hélie, Théorie du Code pénal, Paris, Gobelet, 1862, 4e éd. (1re éd. 1834-1840) (OCLC 33500372, lire en ligne)
- Anne Chemin, « Inceste, pédocriminalité : de l’enfant coupable à l’enfant victime, la lente reconnaissance du non-consentement », Le Monde,‎ 5 mars 2021 (lire en ligne)
- Claude-Joseph de Ferrière, Dictionnaire de droit et de pratique, Paris, V. Brunet, 1769 (OCLC 799306234, BNF 37229238, lire en ligne)
- Émile Garçon, Code pénal annoté, t. 1 : Articles 1-405, Paris, L. Larose & L. Tenin, 1901 (OCLC 493580808)
- Joseph-Nicolas Guyot, Répertoire universel et raisonné de jurisprudence civile, criminelle, canonique et bénéficiale, Paris, Visse, 1784-1785 (OCLC 4836782, lire en ligne)
- Faustin Hélie, Théorie du code pénal : Appendice de la quatrième édition contenant le commentaire de la loi du 13 mai 1863 modificative du Code pénal, Paris, Cosse et Marchal, 1863 (OCLC 900399905, lire en ligne)
- Antoine Idier, Les Alinéas au placard : L’abrogation du délit d’homosexualité (1977-1982), Paris, Cartouche, coll. « Cartouche idées », 2013, 201 p. (ISBN 978-2-36622-003-2)

- Julian Jackson (trad. de l'anglais par Arlette Sancery), Arcadie : La vie homosexuelle en France, de l’après-guerre à la dépénalisation [« Living in Arcadia »], Paris, Autrement, coll. « Mutations », 2009, 363 p. (ISBN 978-2-7467-1327-7)

- Julian Jackson, « Arcadie : sens et enjeux de « l’homophilie » en France, 1954-1982 », Revue d’histoire moderne et contemporaine, vol. 53, no 4,‎ 2006, p. 150-174 (DOI 10.3917/rhmc.534.0150)
- Julian Jackson, « Qu’est ce qu’un homosexuel libéré ? », Clio. Histoire‚ femmes et sociétés, no 29,‎ 2009 (DOI 10.4000/clio.9177)
- Daniel Jousse, Traité de la justice criminelle de France, Paris, Debure, 1771 (OCLC 866856122, BNF 30664293, lire en ligne)
- Janine Mossuz-Lavau, Les Lois de l’amour : Les politiques de la sexualité en France, de 1950 à nos jours, Paris, Payot, coll. « Petite bibliothèque Payot », 2002, 2e éd. (1re éd. 1991), 501 p. (ISBN 978-2-228-89656-6)
- Pierre-François Muyart de Vouglans, Les loix criminelles de France : dans leur ordre naturel, Paris, Mérigot, 1780 (OCLC 11830436, BNF 31000344, lire en ligne)
- Cyril Olivier, Le vice ou la vertu : Vichy et les politiques de la sexualité, Toulouse, Presses universitaires du Mirail, coll. « Tempus », 2005, 311 p. (ISBN 978-2-85816-775-3)

- Thierry Pastorello, « L’abolition du crime de sodomie en 1791 : un long processus social, répressif et pénal », Cahiers d’histoire. Revue d’histoire critique, nos 112-113,‎ 2010, p. 197-208 (lire en ligne)
- Thierry Pastorello, Sodome à Paris : Fin XVIIIe-milieu XIXe siècle : L’homosexualité masculine en construction, Paris, Éditions Créaphis, 2011, 302 p. (ISBN 978-2-35428-043-7)
- Thierry Pastorello, « La sodomie sous l’Ancien Régime », sur Scribium, 26 mars 2010
- Albert Pellerin, Commentaire de la loi des 18 avril-13 mai 1863 portant modification de soixante-cinq articles du Code pénal, Paris, Auguste Durand, 1863 (OCLC 459211360, BNF 31075227, lire en ligne)
- Régis Révenin, Homosexualité et prostitution masculines à Paris : 1870-1918, Paris, Éditions L'Harmattan, 2005, 225 p. (ISBN 978-2-7475-8639-9, présentation en ligne)

- Régis Révenin, Une histoire des garçons et des filles : Amour, genre et sexualité dans la France d’après-guerre, Paris, Vendémiaire, 2015, 347 p. (ISBN 978-2-36358-174-7)

- (en) Michael Sibalis, « Homophobia, Vichy France and the “Crime of Homosexuality” : The Origins of the Ordinance of 6 August 1942 », GLQ: A Journal of Lesbian and Gay Studies, vol. 8, no 3,‎ 2002, p. 301-318 (DOI 10.1215/10642684-8-3-301)
- Michael Sibalis, « La vie homosexuelle en France pendant la Seconde Guerre mondiale », dans Régis Schlagdenhauffen, Homosexuel·le·s en Europe pendant la Seconde Guerre mondiale, Paris, Éditions Nouveau Monde, 2017 (ISBN 978-2-36942-556-4), p. 131-152
- Frédéric Stroh, « Être homosexuel en Alsace et Moselle annexées de fait 1940-1945 », dans Régis Schlagdenhauffen, Homosexuel·le·s en Europe pendant la Seconde Guerre mondiale, Paris, Éditions Nouveau Monde, 2017 (ISBN 978-2-36942-556-4), p. 85-104
- Pierre Verdrager, L’enfant interdit : Comment la pédophilie est devenue scandaleuse, Paris, Armand Colin, 2013, 344 p. (ISBN 978-2-200-28710-8, lire en ligne)

- Georges Vigarello et Jean-Jacques Yvorel, « À propos des violences sexuelles à enfants », Revue d’histoire de l’enfance « irrégulière », no 2,‎ 1999, p. 161-163 (DOI 10.4000/rhei.37)
- Georges Vigarello, Histoire du viol : XVIe – XXe siècles, Paris, Éditions du Seuil, coll. « Points histoire », 1998, 364 p. (ISBN 978-2-02-040364-1)

- Isabelle Wattier, « 4. La lutte contre l’exploitation sexuelle des enfants et la pédopornographie et la majorité sexuelle : La consécration d’une disparité », Revue internationale de droit pénal, vol. 77, no 1,‎ 2006, p. 223-235 (DOI 10.3917/ridp.771.0223)